# Gabaldón
Gabaldón là một đô thị trong tỉnh Cuenca, cộng đồng tự trị Castile-La Mancha Tây Ban Nha. Đô thị này có diện tích là 84,1 ki-lô-mét vuông, dân số năm 2009 là 198 người với mật độ 2,35 người/km². Đô thị này có cự ly km so với tỉnh lỵ Cuenca.